# 俄羅斯應該如何處理烏克蘭
《俄羅斯應該如何處理烏克蘭》（羅馬化：Chto Rossiya dolzhna sdyelat' s Ukrainoy）是一篇在俄羅斯國營新聞社網站發表的社評，文章的發表日期是2022年4月3日，自俄羅斯全面侵攻烏克蘭以來已經持續超過一個月，該天正好是俄軍從烏克蘭基輔州布恰市撤出後，烏克蘭當局公布及指控俄羅斯針對性屠殺大量布恰市平民。該社評總結出俄羅斯必須清算所有直接或間接迫害俄羅斯人的烏克蘭人、全面剷除烏克蘭這個國家及烏克蘭人的國族認同。文章在俄羅斯和烏克蘭以外亦受到關注，並被認為能夠作為證明俄羅斯有意圖對烏克蘭進行種族滅絕的證據之一。

## 文章擇要
文章的引子一再重申普京亟需對烏克蘭進行去納粹化以消除西方威脅的觀點。作者認為大部分烏克蘭人都支持納粹政權，他們默許了波羅申科和澤連斯基迫害國內的反法西斯主義者，因此「好市民對壞政府」的假設並不適用。對烏克蘭大眾的去納粹化程序首先是對他們進行壓制思想的再教育，並對其文化和教育系統執行強而有力的審查，因為這兩個範疇是讓納粹主義得以散播的途徑。去納粹化的工程必須由勝利者即俄羅斯執行，被去納粹化的國家不再配有領土主權。去納粹的時間不得少於一代人口，而必須徹底地從一個嬰兒出生到成熟為止。
烏克蘭的納粹主義被喬裝成「獨立」和「歐洲化」，以此宣稱烏克蘭沒有納粹主義或僅有個別案例，但這不代表烏克蘭的納粹主義是納粹德國的「輕量版」，反而因為沒有獲得恰當定義，烏克蘭的納粹主義得以自由散播。烏克蘭納粹主義的根源是歐美國家的種族歧視，因此不能對烏克蘭的「不加入北約，但加入歐盟」妥協，烏克蘭納粹主義對全世界和俄羅斯的威脅大於納粹德國。
「烏克蘭」這個名稱從納粹主義解放後不得保留，取而代之是一個冠以「人民共和國」的新名字。由於她無法保持國際政治中立，對敵視俄羅斯這罪行的救贖是只被允許依賴俄羅斯進行重建。「烏克蘭」只是建立在原屬於蘇聯領土的小俄羅斯和新俄羅斯內人造的民族主義，作為共產主義超級大國的一枚棋子，蘇聯解體後這棋子被西方霸權搶佔了，但它終歸得回歸並被剝奪政治自主權。
不像格魯吉亞或波羅的海國家，烏克蘭不可能成為一個國族國家，任何以此為目標建立烏克蘭都會引致納粹主義，因為烏克蘭的架構被西方塑造成反俄羅斯基地，所以去納粹化也包含去歐洲化。
再教育班德拉主義的精英也是無補於事，他們只能被消滅，至於自頓巴斯戰爭蔓延影響受到納粹份子迫害的人民將會成為新政府的骨幹。去納粹化作為這次「特別軍事行動」的目標之一即是意味著攻克現在的基輔政權，將其領土從納粹主義解放出來並豎立壓抑納粹主義成長的和平時代，這個系統必須由俄羅斯支配，奉行俄羅斯的法律和司法，對在「前」烏克蘭上犯下的反人類罪進行審判。
去納粹化必須獲得人民支持，讓他們理解俄羅斯的長遠目標、他們不會被俄羅斯拋棄。但烏克蘭總會有一群集中在西部州份厭惡俄羅斯的人民，他們將會被移送往中部的中立州份，然後俄羅斯軍隊必須常駐在烏克蘭。
文章最後逐個列出對烏克蘭去納粹化的步驟：首先是徹底瓦解烏克蘭現有的軍事、情報和教育機構；成立人民共和國，豎立新的國防和治安部門防範地下納粹恐怖活動；植入俄羅斯資訊環境；全面審查充斥納粹主義的教育課程；對烏克蘭的戰爭罪、反人類罪、散播納粹主義和支持納粹政權罪進行調查；清算納粹政權的支持者，公布他們的名字，強制這些不會接受死刑或監禁的罪人接受勞改處罰，以重建被納粹份子破壞的烏克蘭；由俄羅斯主導成立民間團體監察和防範納粹主義的復甦；紀念納粹主義的受害人，讓這些英雄名垂青史；在新成立的人民共和國的憲法中加入反法西斯主義條款；成立一個為期25年的去納粹化部門。
為了實現對烏克蘭去納粹化，俄羅斯必須拋棄對西方或歐洲的幻想，俄羅斯是最後一個能保護和奉行歷史上歐洲（「舊世界」）價值的政權，儘管俄羅斯在20世紀已經盡了一切努力，包括推倒納粹德國政權，俄羅斯對西方展示了無私的友誼卻被回絕了。西方為了解救自身困境居然貶低俄羅斯，因此俄羅斯不用再顧忌西方的未來，獨自領導全球的去殖民化運動，包括對烏克蘭從妄想歐洲化思維中進行去殖民化。

## 作者來歷
文章的署名作者名叫蒂莫菲·謝爾蓋採夫，他與烏克蘭商業大亨維克托·平丘克關係密切，包括協助平丘克競選並贏取2000年烏克蘭國會的議席，又加入了平丘克創立的Interpipe重工集團的董事會，在1999年為平丘克的岳父，即時任第二任烏克蘭總統列昂尼德·庫契馬成功爭取連任。2004年9月擔任過（當選總統前的）維克托·亞努科維奇的顧問，2010年亦為亞努科維奇總統提名的總理阿爾謝尼·亞采尼克工作過。
謝爾蓋採夫於2012年製作並編寫電影《球賽》的劇本，該電影被批評散播反烏主義，並於2014年被烏克蘭當局禁止在烏克蘭境內傳播。
德國每日鏡報報導指謝爾蓋採夫支持挺普京的公民綱領黨，而該黨即是由俄羅斯寡頭之一的米哈伊爾·普羅霍羅夫創立。泛歐媒體Euractiv的評論認為謝爾蓋採夫是當代俄羅斯法西斯主義者之一。

## 對文章的反響

### 俄羅斯
德米特里·梅德維傑夫在文章發表的幾天後重申其數個重點，「一部分狂熱的烏克蘭社群一直對第三帝國（納粹德國）祈願，烏克蘭即是如第三帝國般的納粹國度，因此她必須被去納粹化。」他又指推倒烏克蘭政權是為了打通連接里斯本至海參崴的歐亞大陸通道。

### 烏克蘭
抵抗著2022年俄羅斯軍事侵略的弗拉基米爾·澤連斯基的執政班子都一致認為謝爾蓋採夫的文章是俄羅斯計劃對烏克蘭人進行種族滅絕的證據，並表示會將其呈交給國際刑事法院作為證明俄羅斯犯下戰爭罪的證據之一。

### 其他
芬蘭國際關係研究院的主席表示該文章顯示俄羅斯的軍事宣傳正朝著一個錯誤的方向發展。
歷史學家提摩希·D·史奈德認為文中對「納粹」賦予了一個特別的定義：「一個不願意承認自己是俄羅斯人的烏克蘭人即是納粹份子」，並揭露了俄羅斯對烏克蘭存有種族滅絕意圖。
約翰霍普金斯大學國際事務副教授尤金‧芬克爾認為該文章凸顯了俄羅斯軍事侵略烏克蘭的真正目標是烏克蘭人而非國家。

## 外部連結
- Сергейцев, Тимофей, , 俄羅斯新聞社, 2020-04-03, （原始内容存档于2020-04-03） （俄语）
- Kravchenko, Mariia, , 2022-04-04  [2022-04-18], （原始内容存档于2022-05-25） （英语）：英文翻譯